# 武野愛子
武野 愛子（たけの あいこ、1987年8月12日 - ）は、大阪府寝屋川市出身の元女性アイドルである。
元ブルーベリーズのリーダー。

## 出演

### CM
- 松本引越センター（2000年）- ブルーベリーズのメンバーとして出演。